# St. Otmar (Akams)

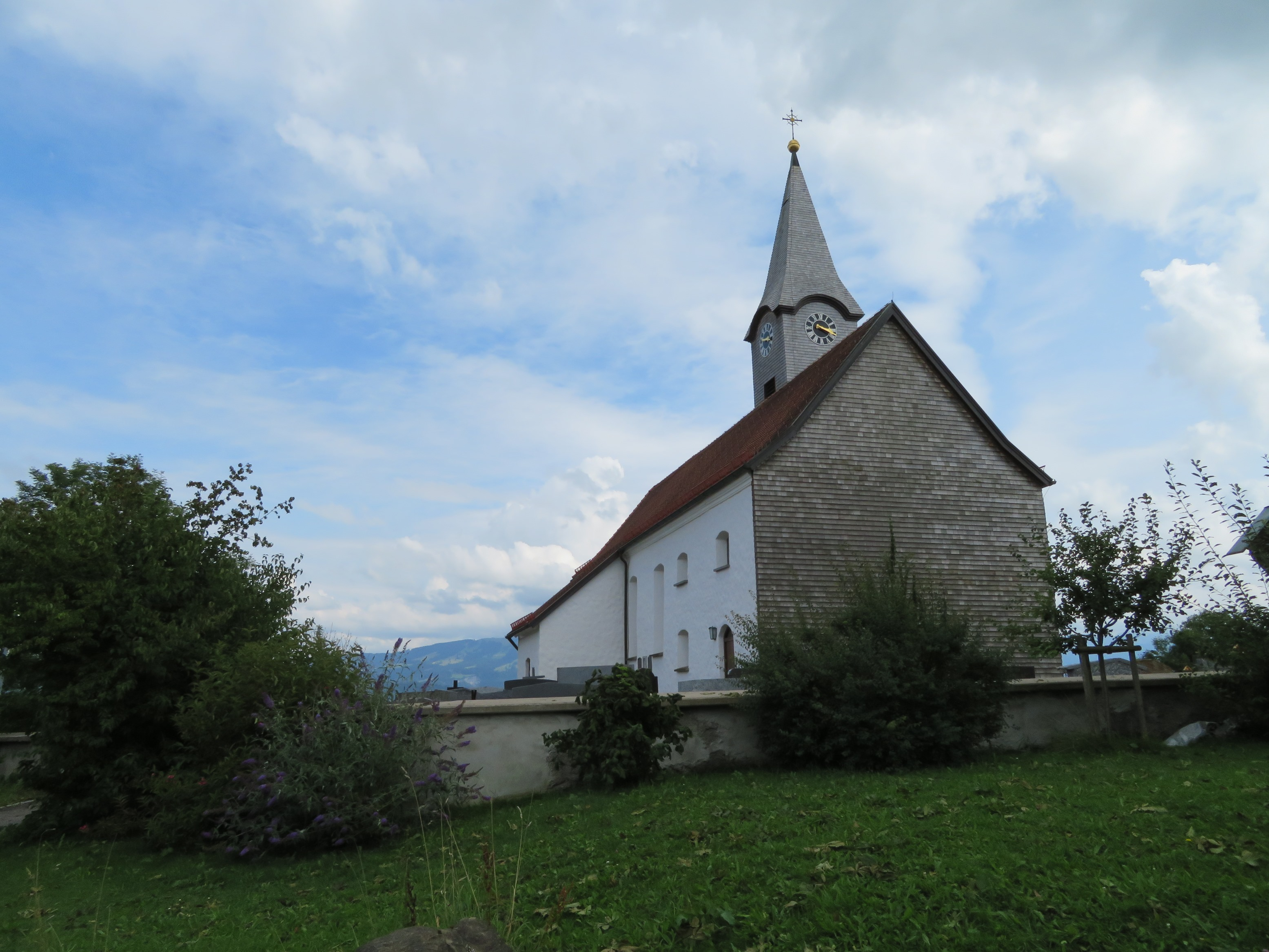
Kirche St. Otmar in Akams

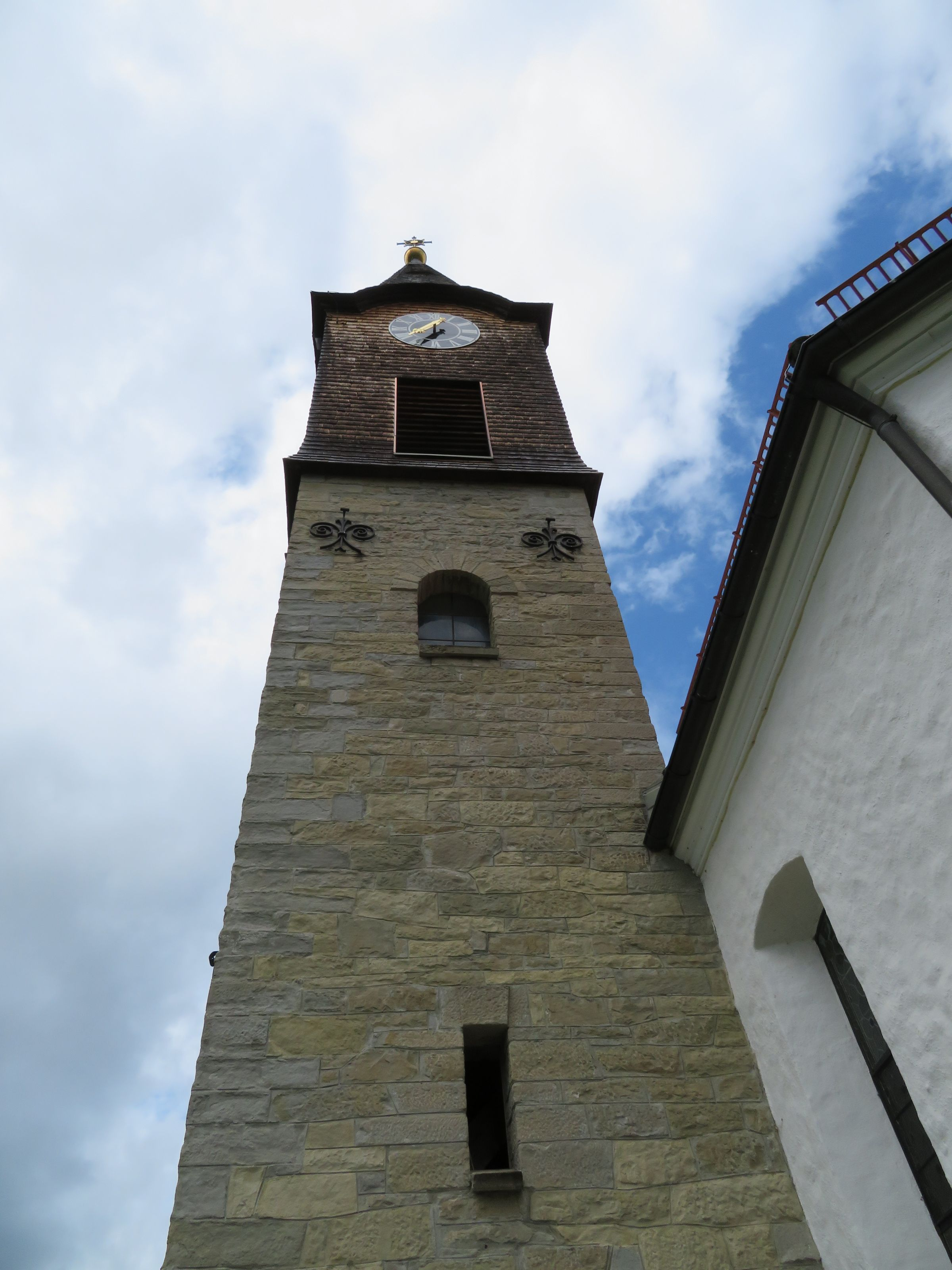
Kirchturm

St. Otmar ist die römisch-katholische Pfarrkirche von Akams, einem Stadtteil von Immenstadt im Allgäu im Landkreis Oberallgäu in Bayern. Das Bauwerk steht unter Denkmalschutz.

## Geschichte
Im Verzeichnis der Pfarreien des Bistums Konstanz wurde Akams erstmals im Jahr 1275 aufgeführt, damals unter dem Namen Machalms. 1291 wurde es als Macabus bezeichnet, 1354 als Makalmz, 1451 wurde es Achalms geschrieben und im 16. Jahrhundert Makams. Die Pfarreien links der Iller gehörten bis 1821 zu diesem Bistum, danach zum Bistum Augsburg.
St. Otmar ist im Kern ein spätgotischer Bau aus dem 15. Jahrhundert. Die Kirche wurde im Jahr 1782 umgebaut und erhielt dabei auch einen neuen Dachstuhl. In den Jahren 1876 sowie 1890 bis 1894 wurde sie restauriert und nahezu komplett mit einer neuen Ausstattung versehen. Der hölzerne Kirchturm auf der Westseite der Kirche wurde 1898 durch einen massiven Turm mit Spitzdach an der Südseite des Chores ersetzt. Dessen Obergeschoss allerdings war wiederum aus Holz gebaut und ursprünglich mit Blech verkleidet. Mittlerweile ist es geschindelt.
Infolge dieser Umgestaltung konnten im Jahr 1900 die Seitenwände des Vorzeichens entsprechend dem Langhaus aufgemauert werden. Die alte Westwand wurde als Giebelwand erhöht und das Dach wurde nach Westen verlängert. Dadurch ergab sich über dem Vorzeichen ein größerer Raum für die Empore, auf der seit 1910 eine Orgel von Julius Schwarzbauer aus Mindelheim ihren Platz hat.
1978 wurde die Kirche wiederum äußerlich instand gesetzt. Das Dach wurde dabei neu gedeckt. Der Turm wurde abgenommen, die Holzkonstruktion teilweise erneuert, der Turm neu geschindelt und schließlich per Autokran wieder aufgesetzt. In den Jahren 1979 bis 1980 wurde der Innenraum der Kirche renoviert sowie eine neue Heizung eingebaut. Ein Bauschaden führte dazu, dass 1980 die Orgel abgetragen und neu aufgebaut werden musste. 2009 wurde die Kirche wieder von außen saniert. Dabei wurde der Dachstuhl gegen Wurmbefall behandelt, die Fassade neu gestrichen und der Turm sowie die Westseite neu geschindelt. An der Südseite der Kirche wurde eine Drainage eingerichtet und das Eingangspodest der Sakristei wurde erneuert. Im Jahr 2010 erfolgte eine Generalüberholung der Orgel, in deren Zuge auch die Prospektpfeifen erneuert wurden.

## Ausstattung

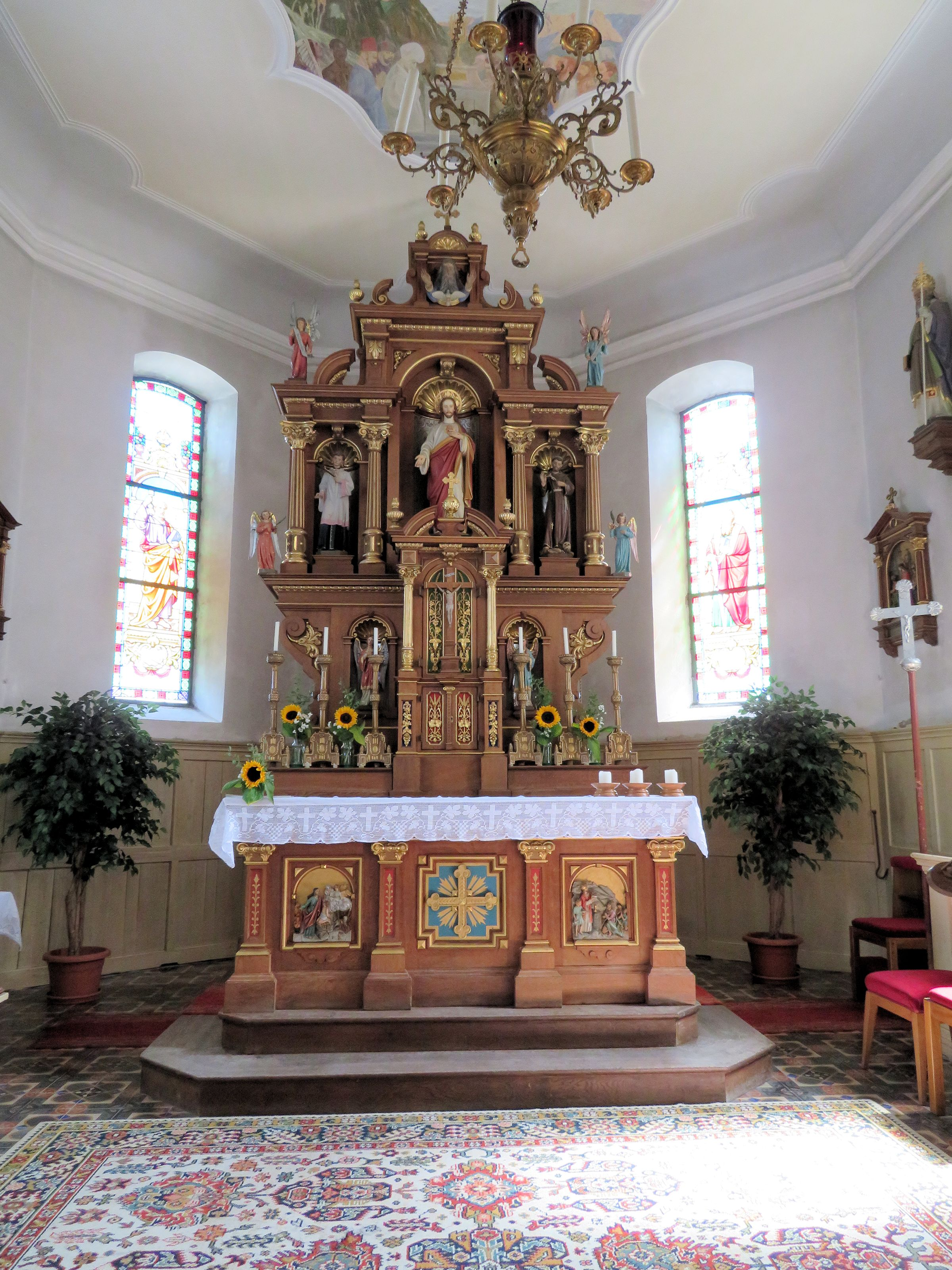
Altar

Die Kirche ist seit 1894 mit drei Neorenaissance-Altären von Wilhelm Engel aus Babenhausen ausgestattet. Auf dem Hochaltar wird die Figur des Kirchenpatrons St. Otmar von den Figuren des heiligen Aloisius und des heiligen Franziskus flankiert. Der Altar wurde 1975 zum Volksaltar umgebaut. Der linke Seitenaltar ist mit Figuren des heiligen Josef, des heiligen Sebastian und des heiligen Antonius von Padua geschmückt, der rechte Seitenaltar zeigt Maria als Himmelskönigin zwischen der heiligen Anna und dem heiligen Joachim.
Im Chor befinden sich zwei Figuren aus dem späten 16. Jahrhundert, die im 19. Jahrhundert überarbeitet und neu gefasst wurden. Sie stellen den heiligen Laurentius und den heiligen Sylvester dar.
An den Wänden des Schiffs befinden sich ein heiliger Schutzengel und eine Figur des heiligen Johann Baptist, die gegen Ende des 18. Jahrhunderts gefertigt wurde. Die Wände sind mit 14 Kreuzwegstationen geschmückt, die als Hochrelief gearbeitet und mit gegiebelten Profilrahmen versehen sind.
Auf Tragestangen im Gang sind die Mutter Gottes auf der Weltkugel mit der Schlange und der heilige Josef mit Kind zu sehen.

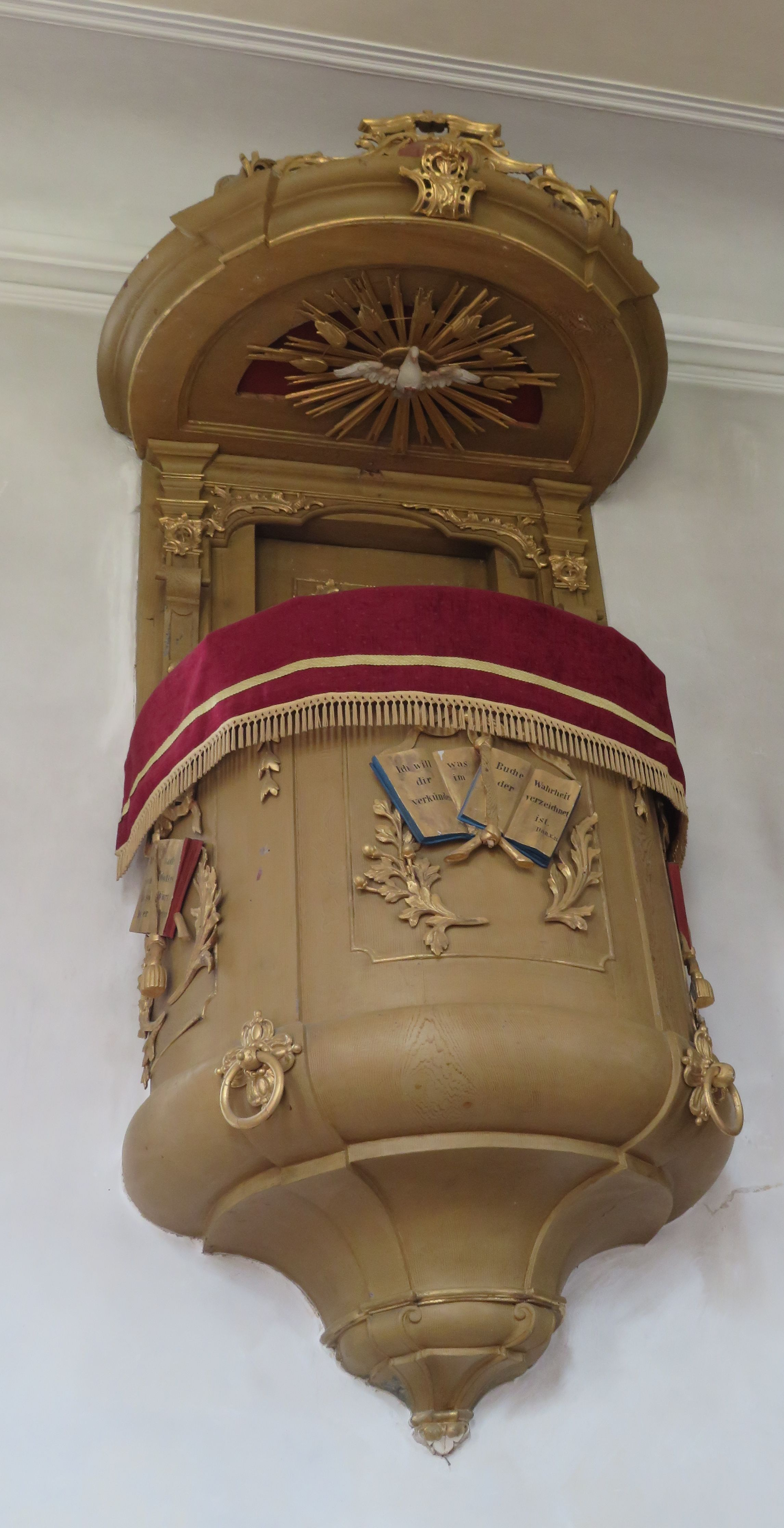
Kanzel

Die Kanzel stammt aus dem Jahr 1780. Ursprünglich barock marmoriert, wurde sie 1894 braun gestrichen. Der halbkreisförmige Korb weist in seinen drei Feldern geschnitztes Dekor auf, das aus aufgeschlagenen Büchern, Schleifen und Zweigen besteht. Die Heiliggeisttaube befindet sich an der Unterseite des Schalldeckels. Im 19. Jahrhundert wurde die Volutenkrone mit einem Kreuz versehen.
Den Taufstein schuf Anton Immler, ein Steinhauer aus Wollmuths, im Jahr 1801. Das Becken ist rund und muschelförmig gerippt. Es trägt eine Umschrift, die auf das Entstehungsjahr und den damaligen Pfarrer Josef Anton Pabst hinweist.
Im Mittelfeld des Langhauses befindet sich ein Fresko, das Maria als Himmelskönigin über dem Dorf Akams zeigt. Die Signatur gibt als Maler Xaver Mayr und als Entstehungsjahr 1876 an; das Bild zeigt die Kirche noch mit ihrem alten Turm. Das Fresko an der Decke des Chores mit dem Motiv „Christ König“ stammt von August Braun aus Wangen und wurde 1926 geschaffen.
Drei Bilder an der Emporenbrüstung nehmen Bezug auf das Leben des Kirchenpatrons. Links sieht man die Verhaftung und Entführung des heiligen Otmar, in der Mitte seinen Tod und die Erlösung im Gefängnis, rechts die Speisung der Armen und Aussätzigen. Der Alemanne Otmar, Gründerabt des Klosters St. Gallen, gründete das erste Heim für Aussätzige in der Schweiz. Von fränkischen Grafen, gegen die er sich auflehnte, gefangen, gedemütigt und verbannt, starb er auf der Insel Werd bei Stein am Rhein im Jahr 759. Sein Leichnam wurde später nach St. Gallen überführt.